# Charrette
Pour les articles homonymes, voir Charrette (homonymie).
Pour les articles ayant des titres homophones, voir Charette et Sharett.

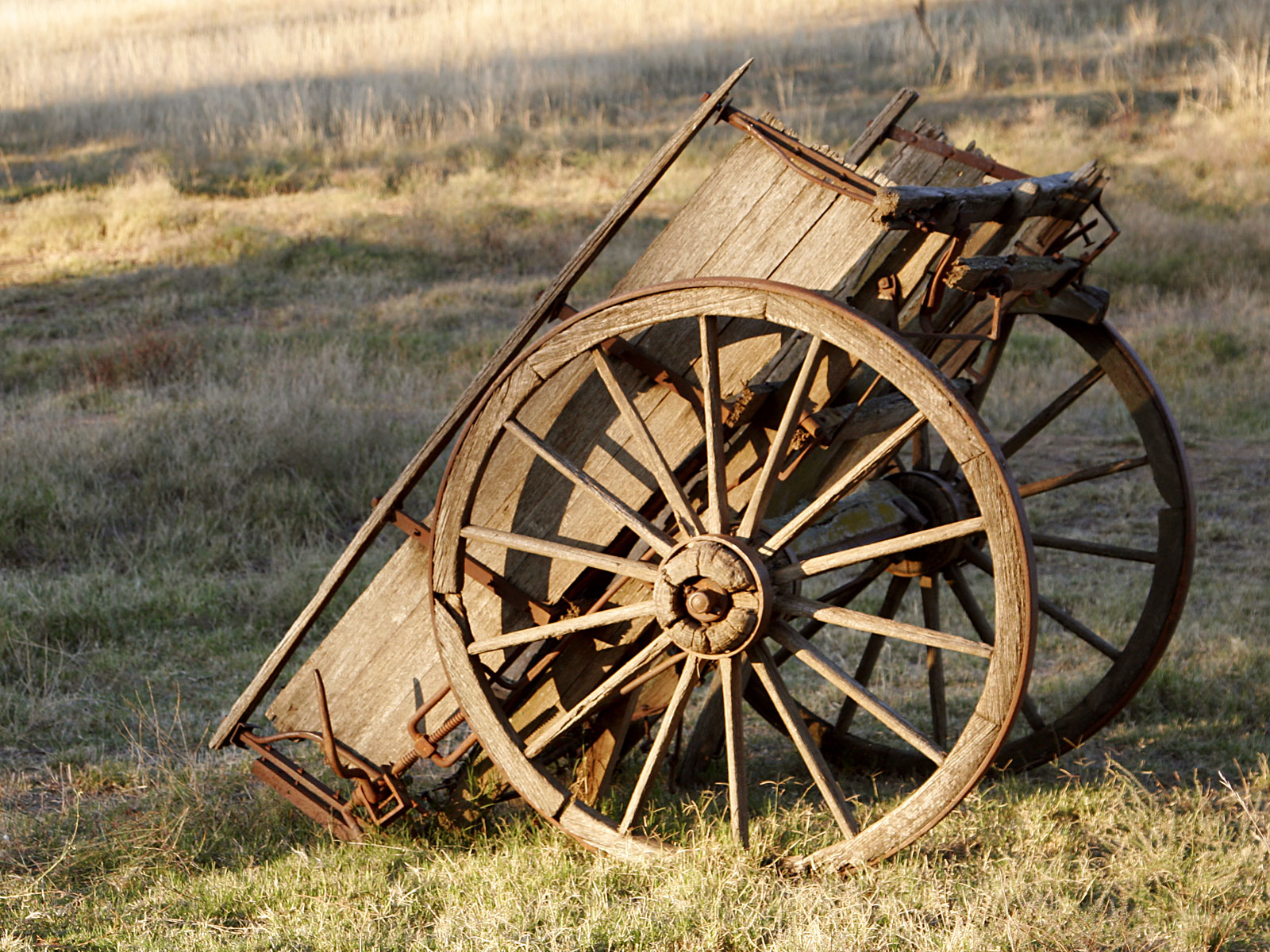
Une vieille charrette en Australie.

Une charrette est un moyen de transport constitué d'un plateau (partie plane pourvue de ridelles sur laquelle est posée la charge à transporter) et de deux roues.
Le contenu de celle-ci est appelé une charretée.

## Historique

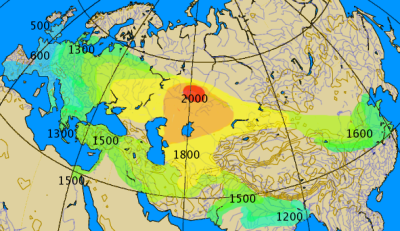
Expansion de la charrette à deux roues à rayons, de 2000 à 500 AEC.

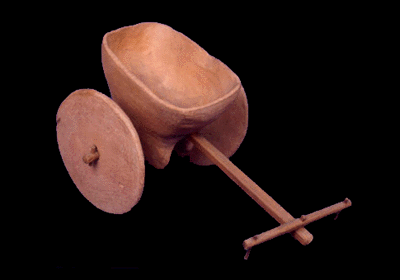
Charrette à bras, vallée de l'Indus (3500-1500 av. J.-C.).

En Basse Mésopotamie, au cours du IVe millénaire (probablement vers - 3500 avant notre ère), les Sumériens inventèrent le disque de bois percé pour y placer un axe de rotation : un chariot sur roue est représenté par un pictogramme de cette époque trouvé dans le temple de la déesse tutélaire Inanna à Uruk[réf. souhaitée].
Vers 2000 av. J.-C., le disque fut évidé pour alléger la roue[réf. souhaitée].
En Inde, lors de la civilisation de la vallée de l'Indus, les  premières charrettes à bras font leur apparition[réf. souhaitée].
Venant d'Espagne au XVIe siècle, les premières charrettes au Costa Rica étaient des constructions fragiles faites de roseaux et de bois.

## Description
Plus légère que le chariot, la charrette peut être équipée d'un ou de deux brancards qui permettent à un homme, à un ou deux chevaux ou à des bœufs de la tirer. On parle de charrette à bras quand celle-ci est poussée par un homme et non pas tirée.
Moyen de transport connu depuis l'Antiquité, la charrette est destinée à transporter divers types de marchandises : foin, bois mort, pierres, récolte de fruits ou de légumes, etc. Sous la Révolution française, la charrette servait à transporter les condamnés à l'échafaud où était dressée la guillotine. Elle était alors complétée par des ridelles.

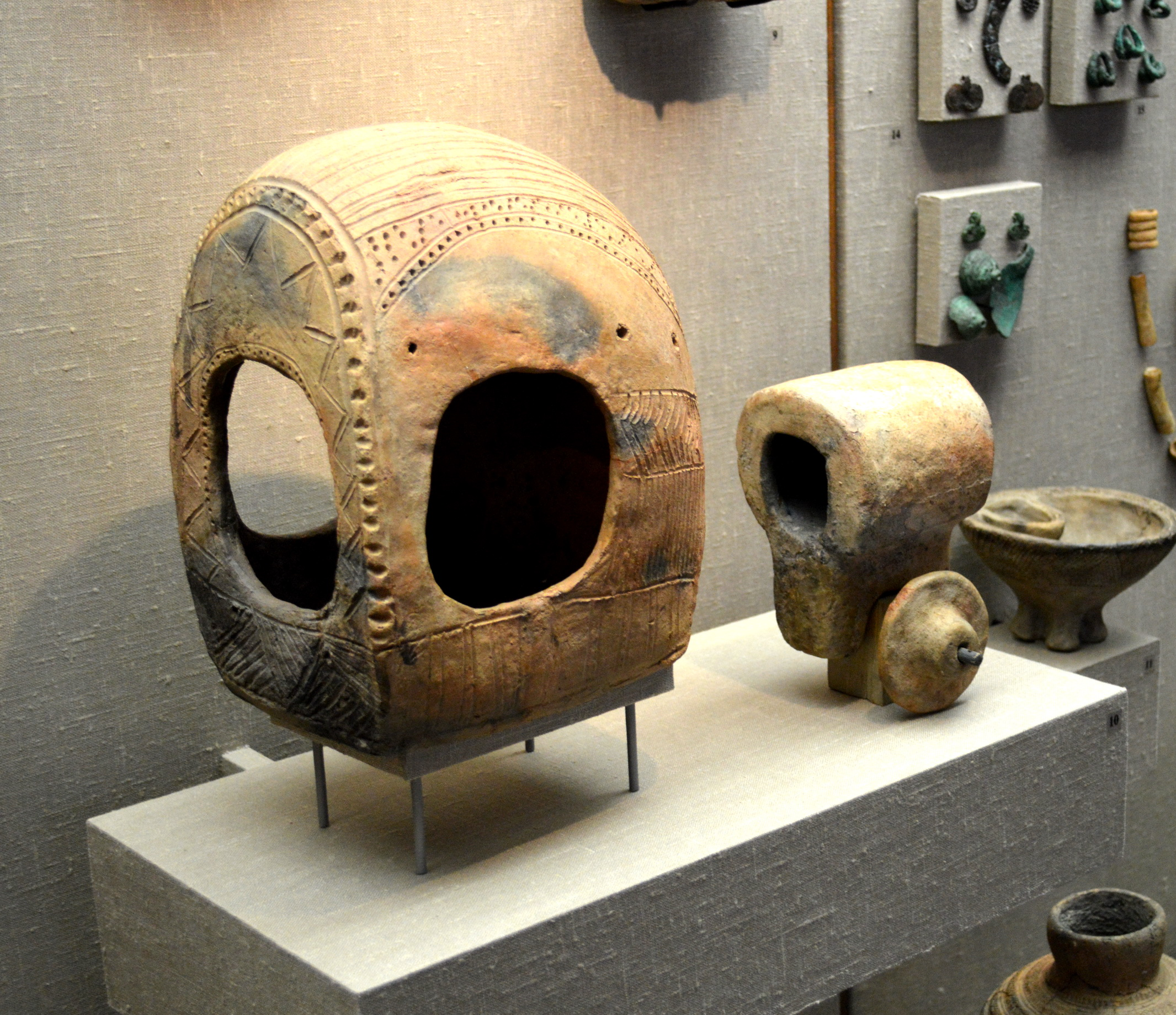
Terre cuite, culture des catacombes, (2800-2200 AEC).
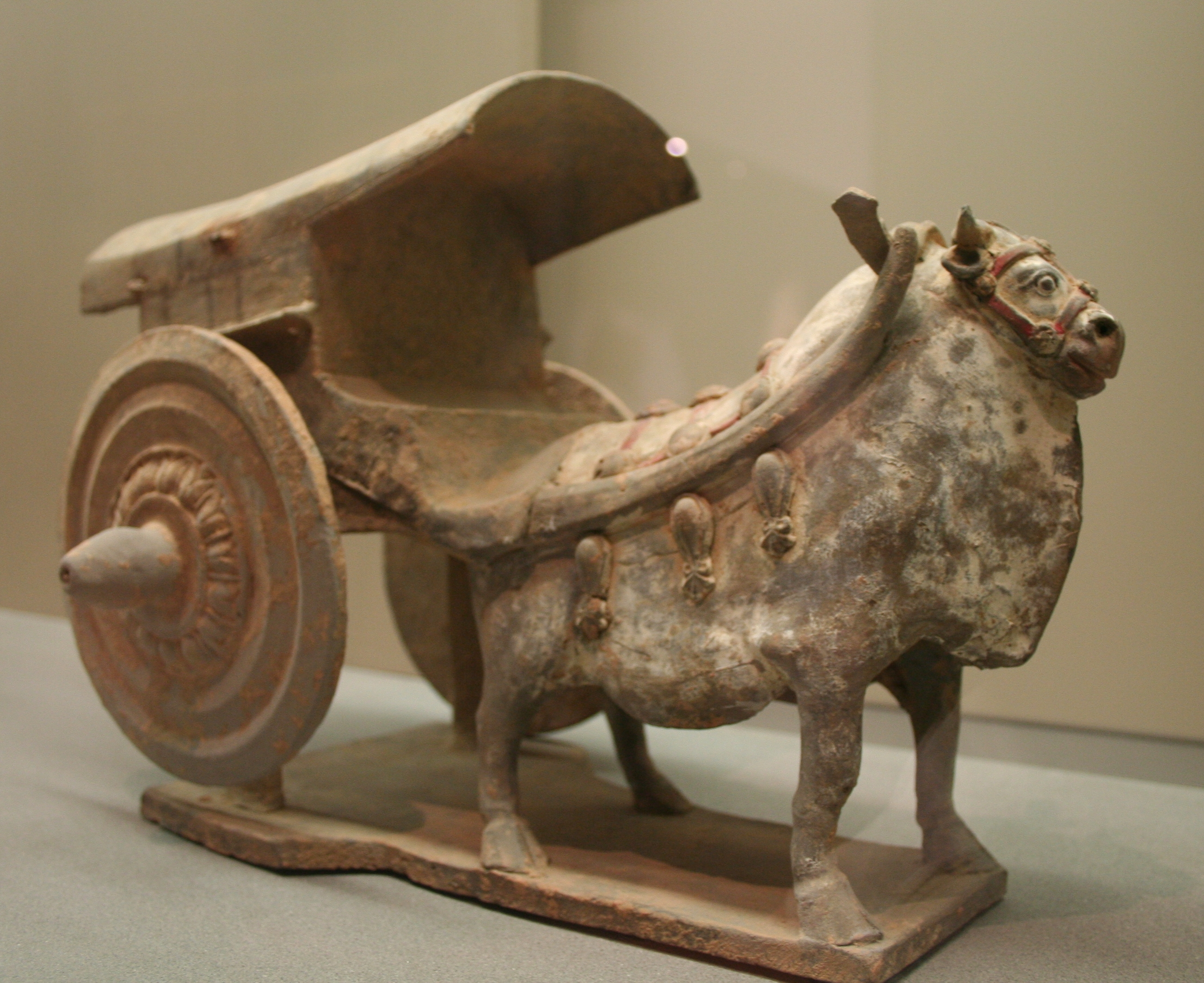
Chine, dynastie Sui (581-618), musée Cernuschi.
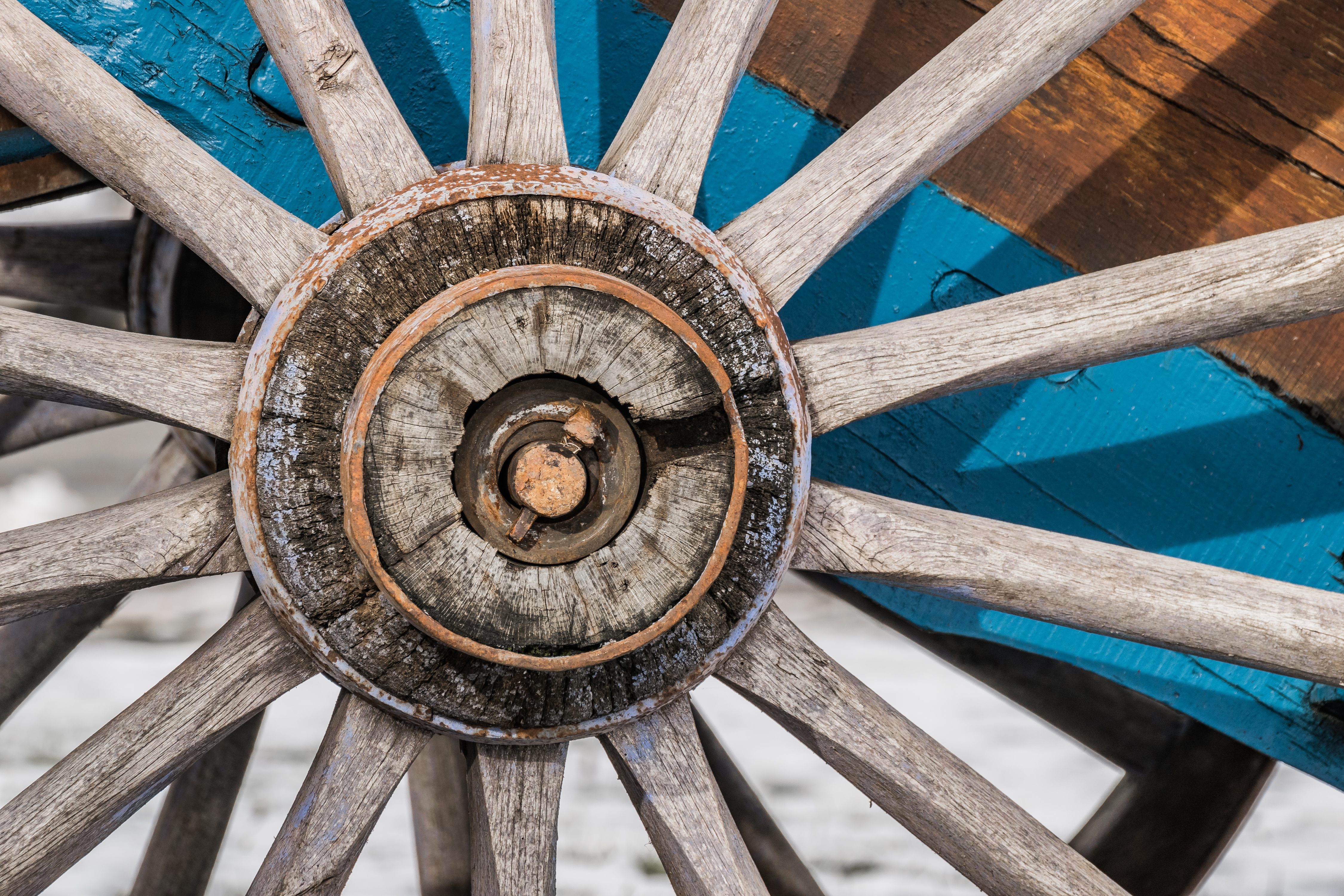
Roue d'une charrette au château d'Onet-le-Château.
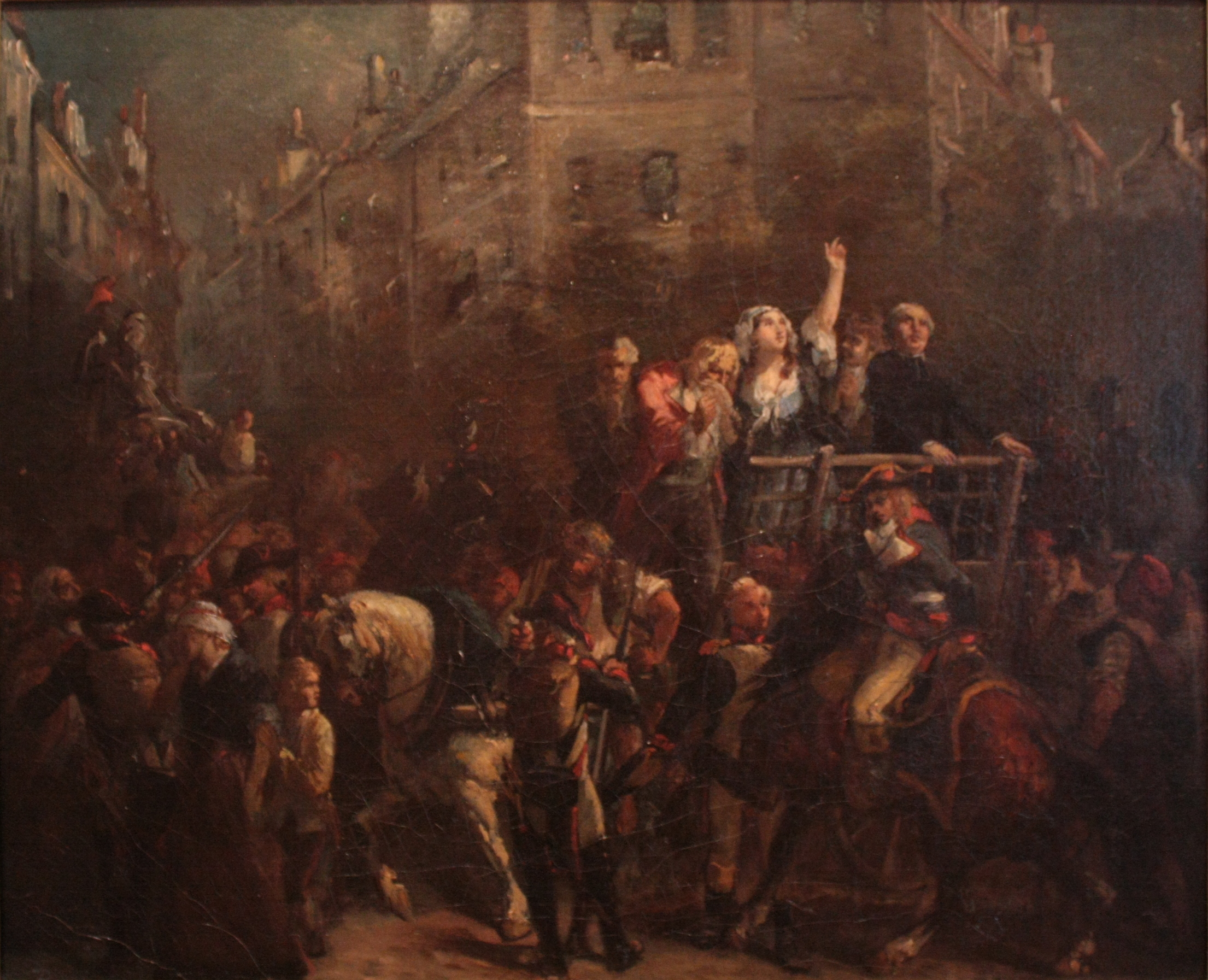
Charrette de condamnés pendant la Révolution (musée de la Révolution française).
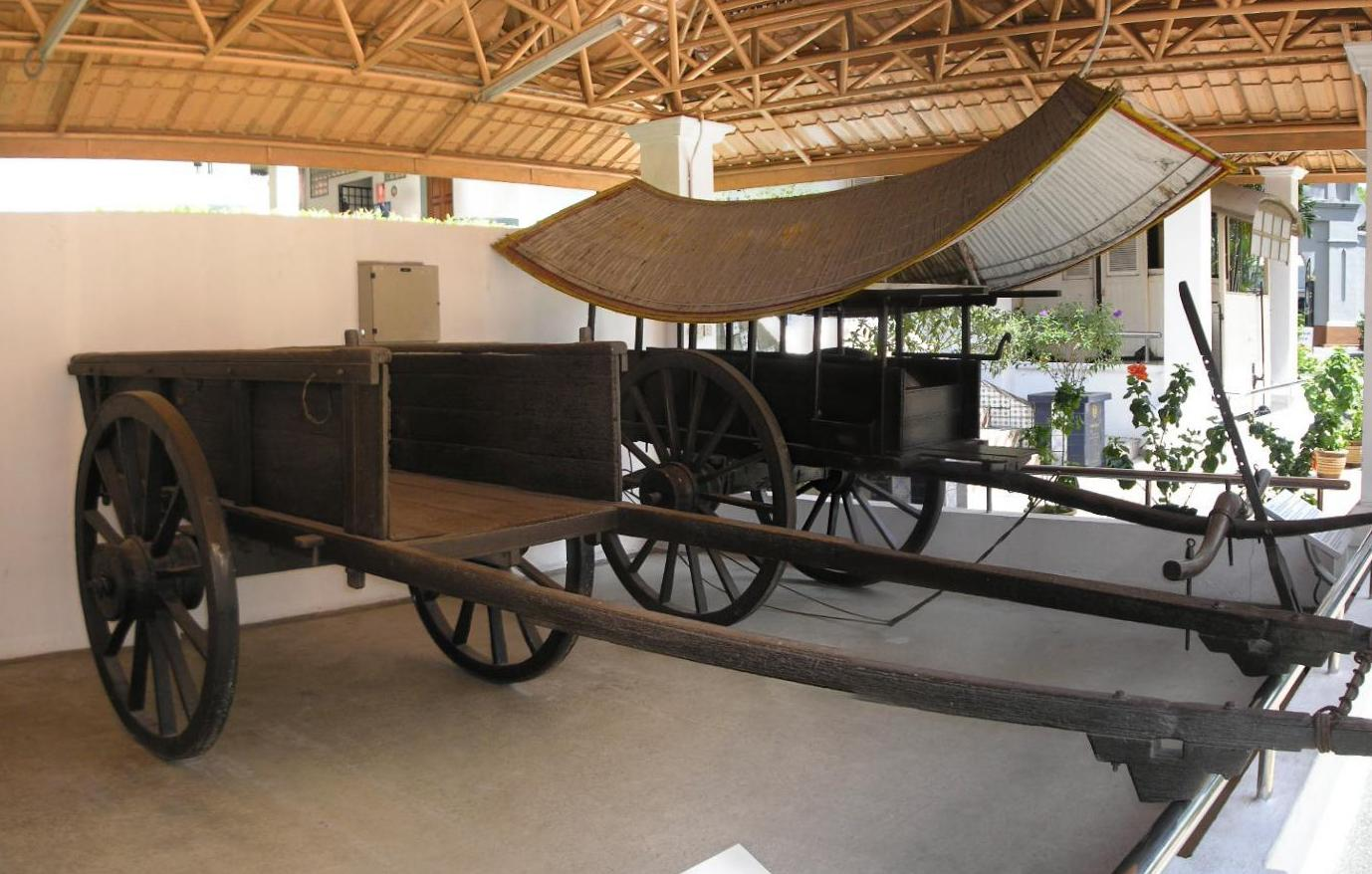
Charrettes pour cheval (à gauche) et pour bœufs (à droite), Kuala Lumpur.
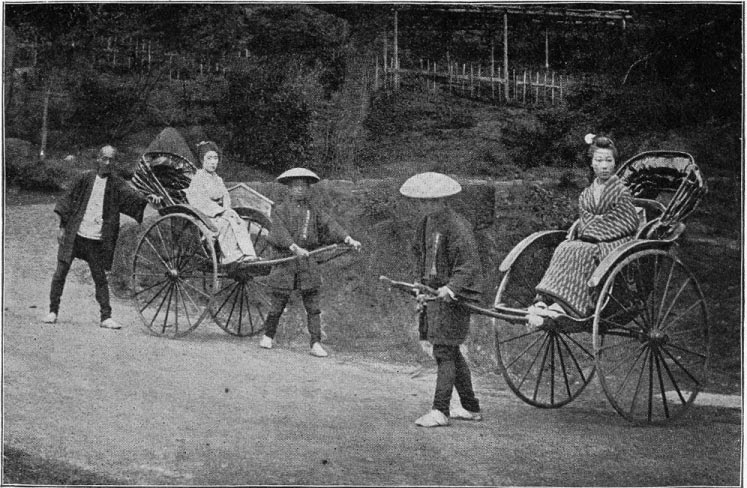
Pousse-pousse, Japon (1897).
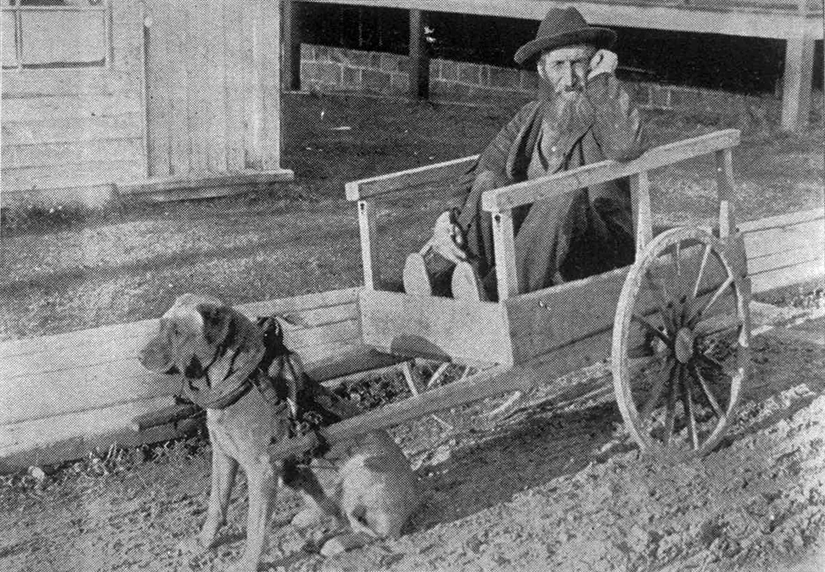
« Attelage typique d'un vieux pêcheur de la ville de Rimouski » (1904), photographie tirée du périodique canadien-français L'Album universel.
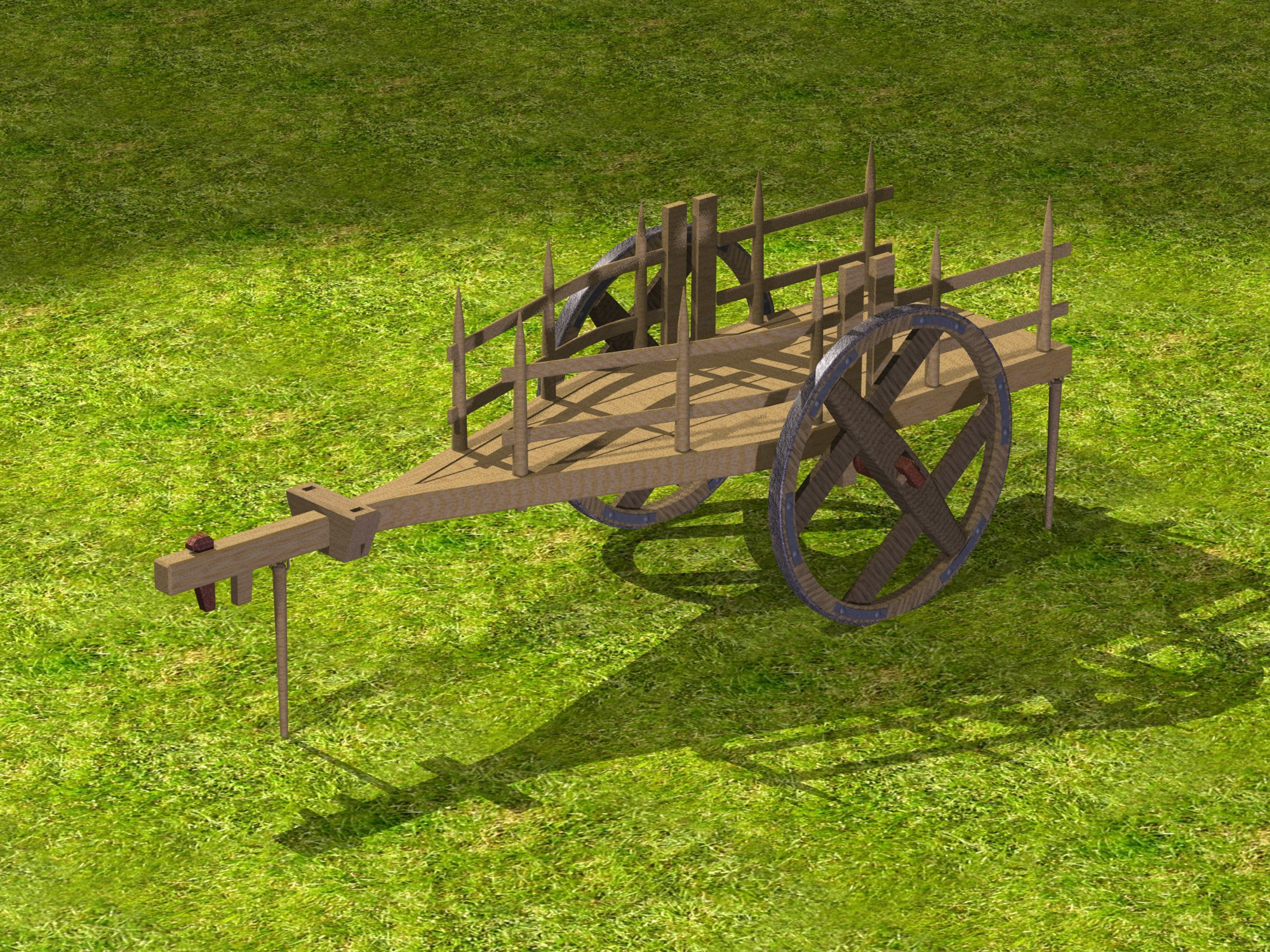
Modèle de charrette tirée par une paire de vaches autrefois très répandue en Cantabrie.
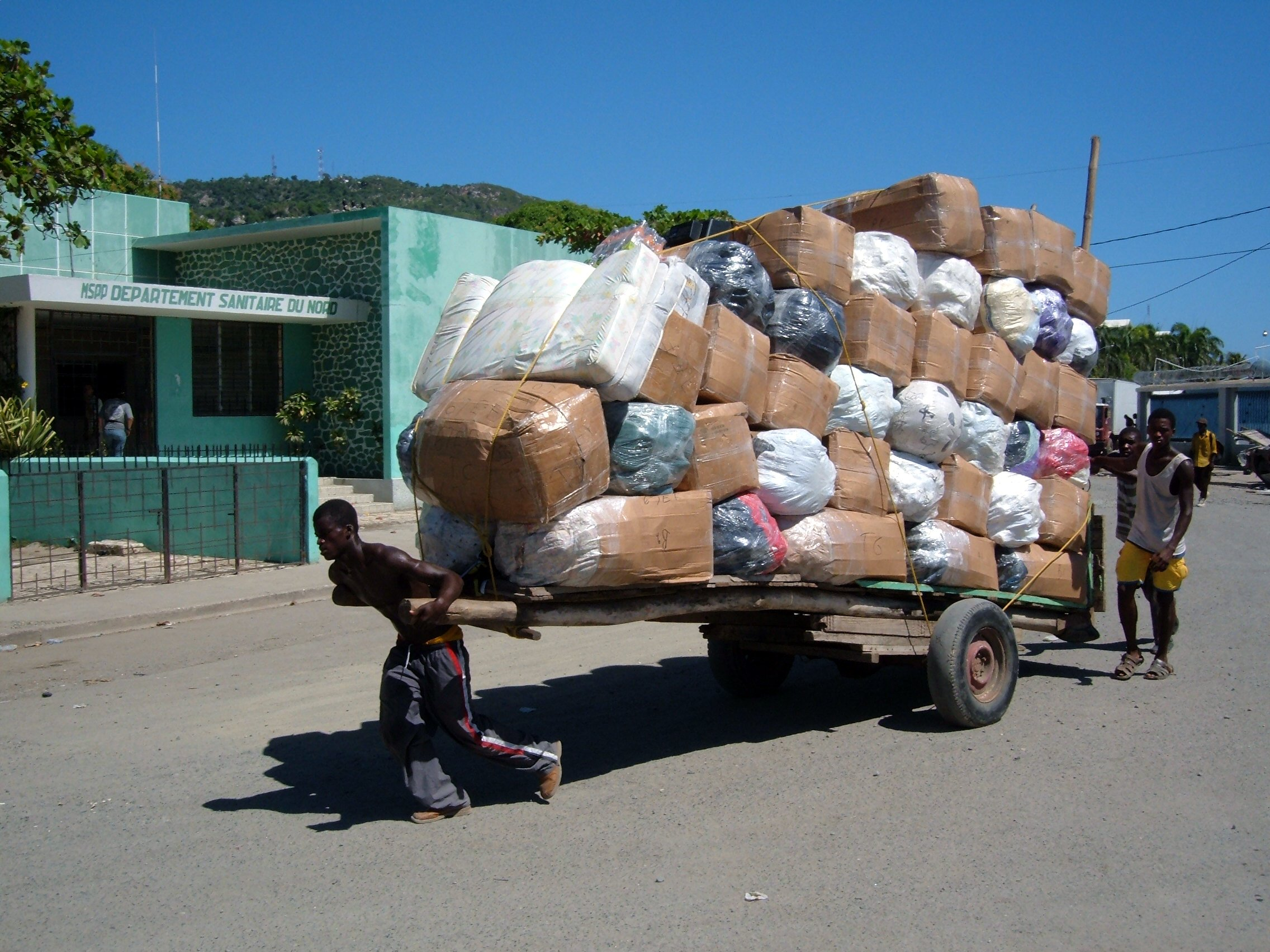
Charrette à grand plateau sur pneumatiques de dockers au Cap-Haïtien
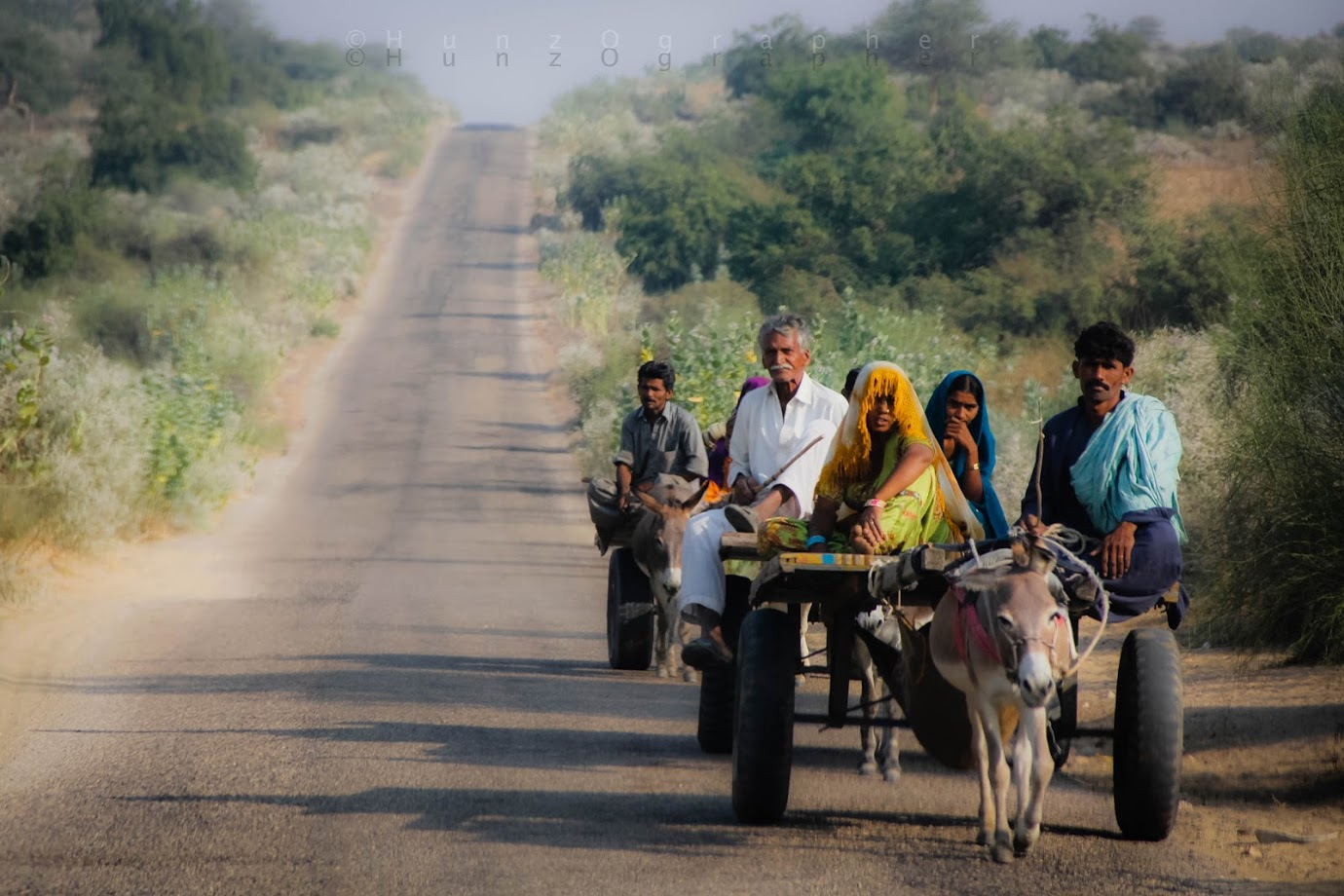
Région du district de Tharparkar (Pakistan).
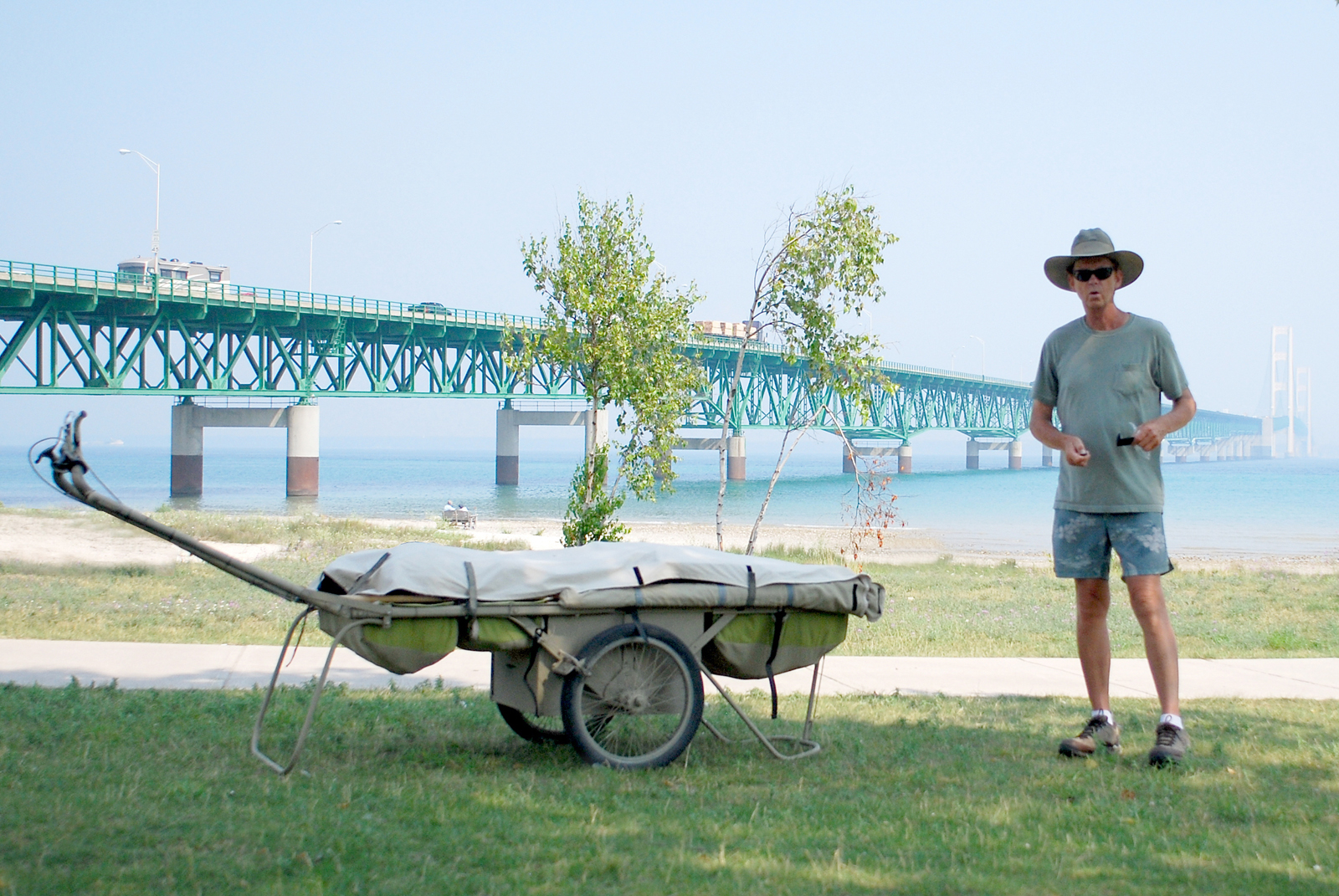
Pont Mackinac, Michigan (États-Unis).
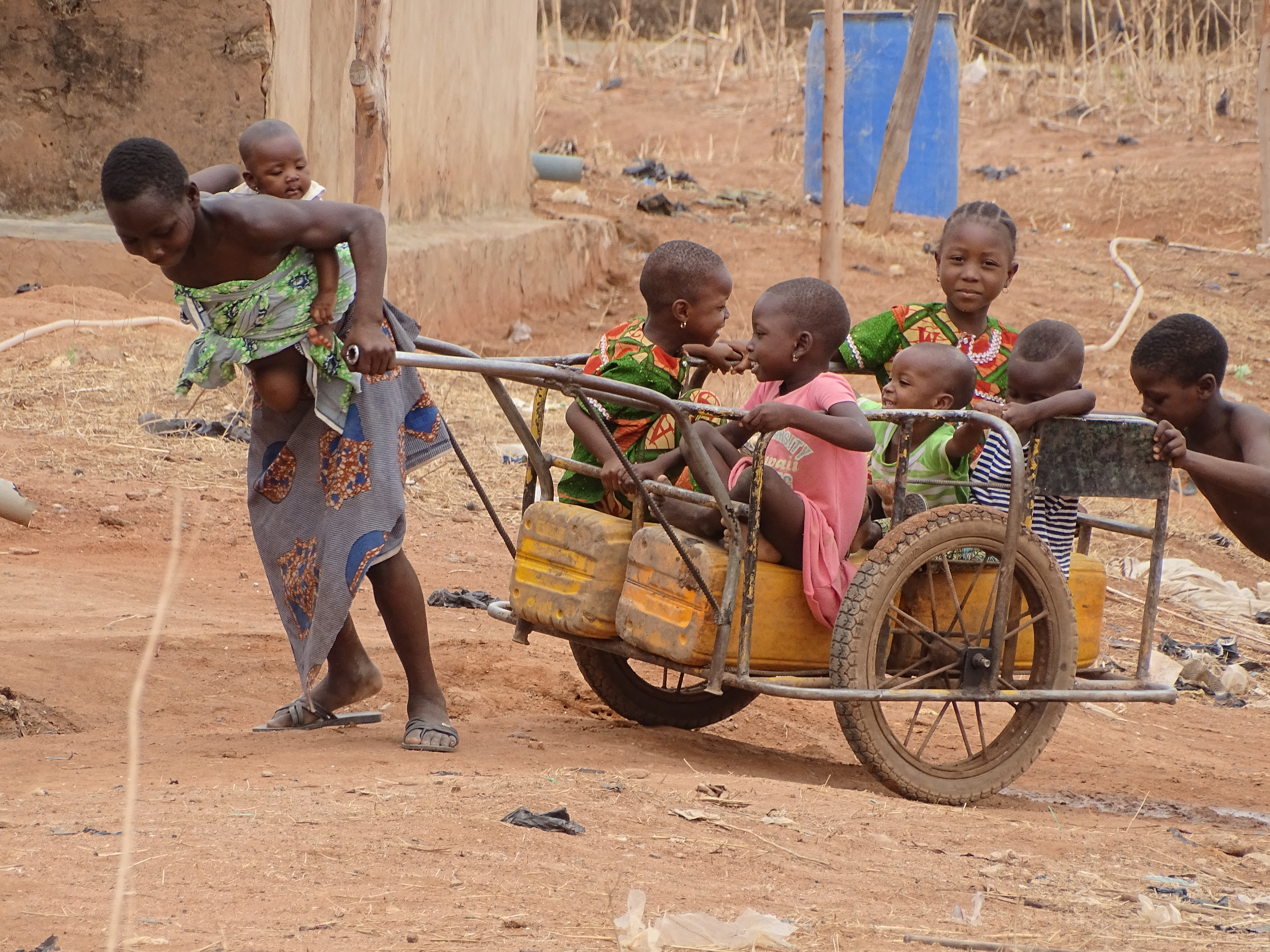
Femme du Bénin transportant des enfants (2020).

## Patrimoine mondial
La charrette fut déclarée symbole national du Costa Rica. Patrimoine costaricien, la charrette pour les plantations de café, outil de travail et moyen de transport, et objet décoratif, a inspiré également nombre de contes, légendes et poèmes
Le 25 novembre 2005 les charrettes du Costa Rica sont déclarées « chefs-d’œuvre du patrimoine mondial » par l'UNESCO.
De nos jours, la ville de Sarchí compte plus de 200 magasins et petites usines qui fonctionnent comme des entreprises familiales pour travailler le bois. Ils produisent des bols en bois, de la vaisselle, des meubles, des fauteuils à bascule en bois et en cuir et une grande variété d'objets d'artisanat en souvenir. Les produits les plus populaires sont les charrettes à bœufs, richement peintes, qui transportaient traditionnellement le café de la vallée centrale au port de la côte pacifique.

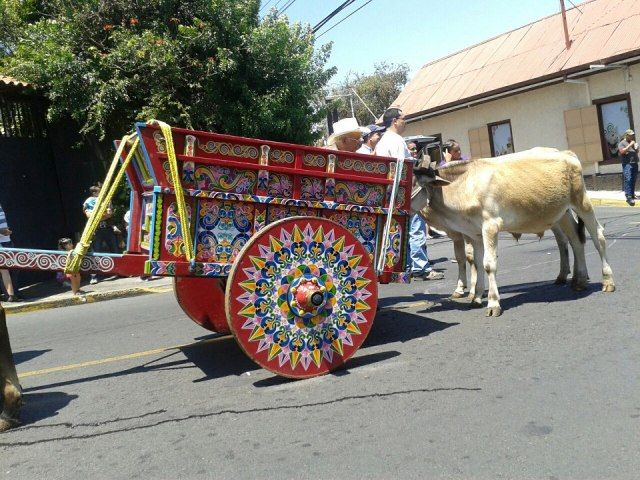
Jour du bœuf à Escazú (Costa Rica) en 2013.
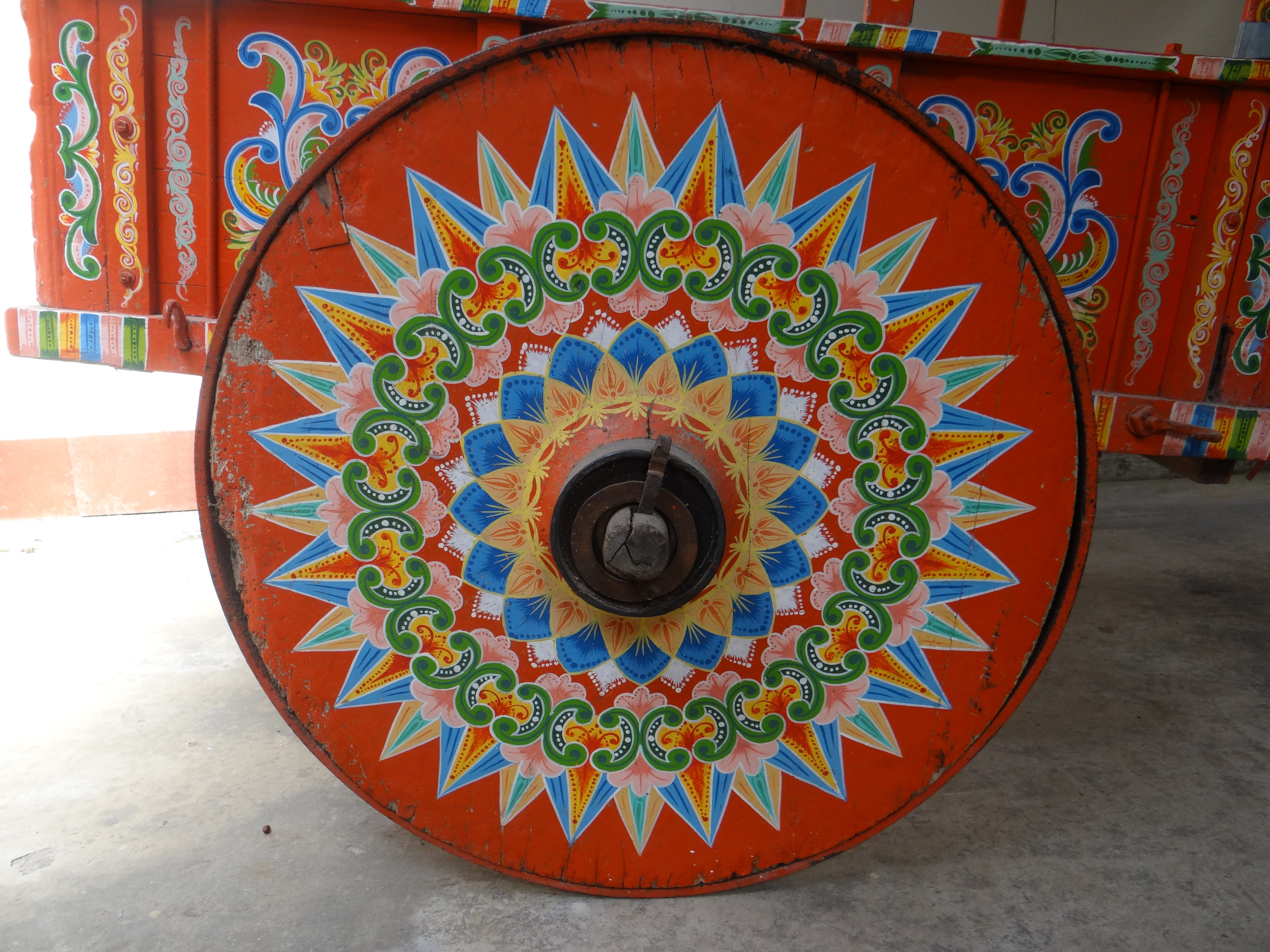
Charrette au village de Poás, sur les pentes du volcan Poás (Costa-Rica).
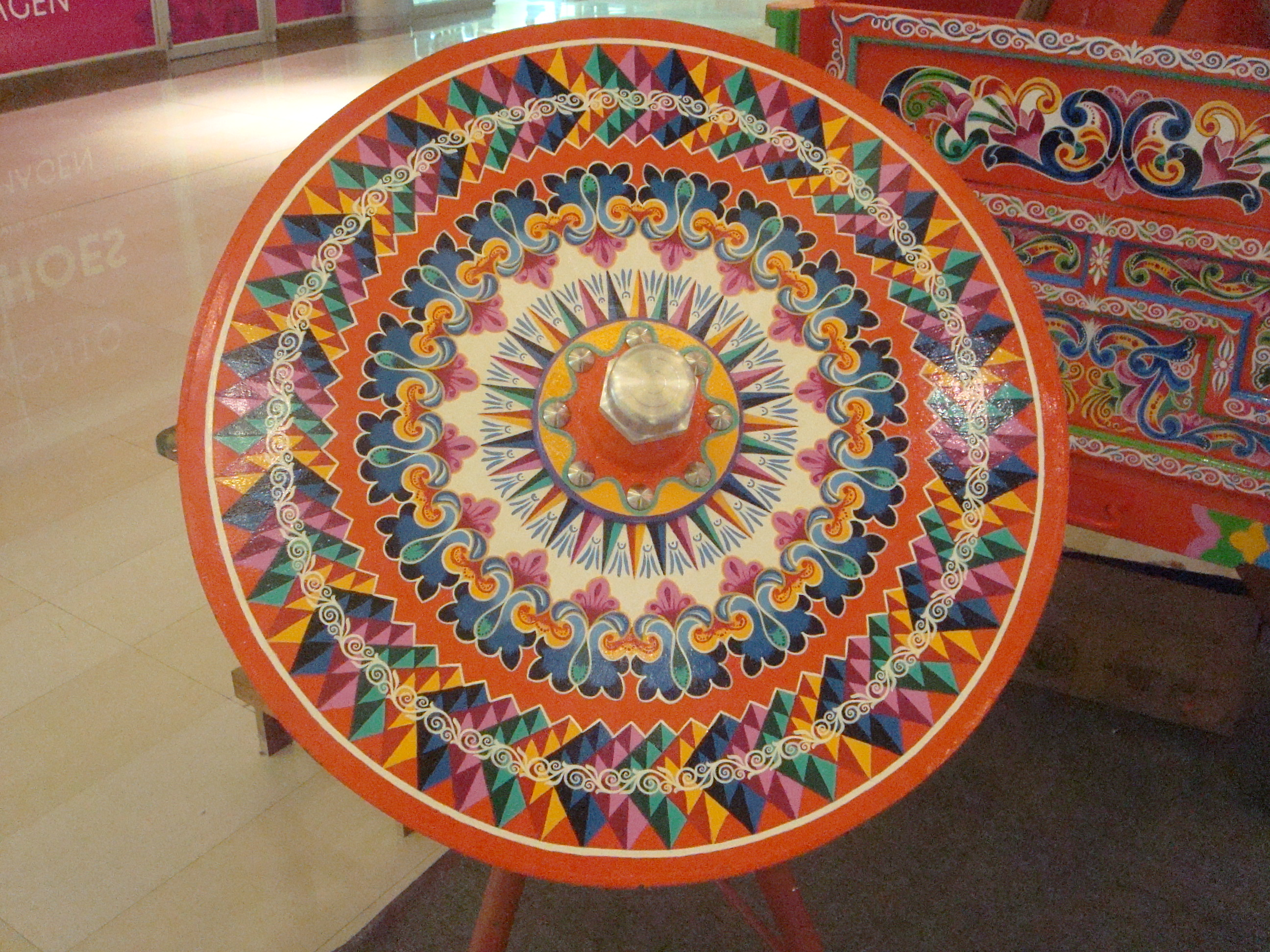
Roue de charrette typiquement costaricienne.

## Autres
Chaque année, la commune de Saint-Louis en Guadeloupe organise la fête de la Canne, le 7 août, pour célébrer la tradition et l'utilisation du bétail pour le transport de la canne à sucre.
À la Réunion est organisée également une fête de la Canne avec charrettes et bœufs.

## Expressions
- « Être charrette » est une expression qui signifie être en retard dans son travail. « Faire une charrette » signifie qu'il va falloir passer la nuit à travailler pour terminer son travail. On doit ces deux expressions aux étudiants en architecture des Beaux-arts de Paris du XIXe siècle, dont les retardataires devaient transporter sur une  charrette[6] de bougnat leurs rendus de grandes dimensions, depuis leurs ateliers vers la salle du jury (Salle Melpomène, Palais des études…). Tous les étudiants se mettaient alors à crier « charrette au cul ! » au moment du passage de cette dernière, signe qu'il était plus que temps d'achever son travail pour qu'il soit tamponné à temps par l'appariteur. Cette expression a été adoptée dans les pays anglophones[7].
- Le bleu charrette correspond à la couleur bleue utilisée autrefois pour peindre les charrettes et qui était censée agir comme répulsif contre les insectes. Cette couleur, toujours utilisée pour peindre les contrevents en bois dans certaines régions, comme sur l'île de Ré, avait une vertu insecticide par les pigments bleus toxiques utilisés anciennement[8].
- Les nouilles de charrette, plat hongkongais qui doit son nom aux vendeurs ambulants de l'après-guerre.

### Fictions
- Lancelot ou le Chevalier de la charrette, roman de chevalerie de Chrétien de Troyes, écrit entre 1176 et 1181.
- La Charrette fantôme, film muet réalisé en 1921 par Victor Sjöström.
- La Charrette fantôme, film de Julien Duvivier de 1939, remake du précédent.